# Liste von Persönlichkeiten der Stadt Geithain
Die Liste von Persönlichkeiten der Stadt Geithain enthält Personen, die in der Geschichte der sächsischen Stadt Geithain im Landkreis Leipzig eine nachhaltige Rolle gespielt haben. Es handelt sich dabei um Persönlichkeiten, die Ehrenbürger der Stadt gewesen, in Geithain und den heutigen Ortsteilen geboren oder gestorben sind oder hier gewirkt haben.
Für die Persönlichkeiten aus den nach Geithain eingemeindeten Ortschaften siehe auch die entsprechenden Ortsartikel.

## Ehrenbürger
- Louis Petermann (* 13. August 1870, † 22. März 1964), Schuldirektor in Geithain
- September 1995 Virginia Vanderbilt, Enkelin des Industriellen und Schulgründers Paul Guenther[1]

## Söhne und Töchter der Stadt
- Nikolaus von Bibra (Nicolaus de Gyten) (* 1. Viertel des 13. Jahrhunderts–nach 1307), Kapitular der Stiftskirche Bibra, verfasste ab 1281 den Occultus Erfordensis, eine wichtige Quelle zur Erfurter Stadtgeschichte im ausgehenden 13. Jahrhundert. Sein Geburtsort ist umstritten. Er schreibt über sich selbst: „Du, der Du aus Geithain bist“.
- Melchior von Ossa (1506–1557), Jurist und Kameralist, geboren in Ossa
- Atlas Crusius (1606–1679), Bürgermeister der Stadt Chemnitz
- Benjamin Hederich (1675–1748), Lexikon- und Lehrbuchautor
- Christian Tobias Damm (1699–1778), Sprachwissenschaftler, der 1730 Schuldirektor und 1742 stellvertretender Schulleiter am Köllnischen Gymnasium war
- Christian Gottlieb Berger (1764–1829), Superintendent in Eisleben
- Anton Krause (1834–1907), Pianist, Dirigent, Komponist und Klavierlehrer
- Friedrich Wilhelm Berger (1844–1911), konservativer Politiker, geboren in Seifersdorf
- Reinhard Vollhardt (1858–1926), Komponist und Kantor, geboren in Seifersdorf
- Paul Guenther (1860–1932), deutschstämmiger US-amerikanischer Industrieller, ausgewandert in die USA 1890, 1910 größter Strumpfproduzent der USA, Fabriken u. a. in Dover/New Jersey, schenkte 1925 seiner Heimatstadt Geithain eine Schule, die seit 1925, mit Unterbrechung 1976 bis 1990, seinen Namen trägt.
- Flora Zenker (1870–1916), Malerin
- Richard Lange (1887–1963), Politiker (KPD), war Abgeordneter des Sächsischen Landtags
- Walter Risse (1892–1965), Offizier, zuletzt Generalleutnant im Zweiten Weltkrieg
- Henning Frenzel (* 1942), ehemaliger Fußballnationalspieler in der DDR
- Peter Hentschel (* 1944), ehemaliger Radsportler, geboren in Kolka
- Wolfgang Packhäuser (* 1951), Schauspieler
- Roland Hammer (* 1952), ehemaliger Fußballspieler in der DDR-Oberliga für den 1. FC Lokomotive Leipzig und die BSG Chemie Böhlen
- Ralph Oehme (* 1954), Theater- und Hörspielautor, Librettist und Schauspielpädagoge

## Persönlichkeiten, die mit der Stadt in Verbindung stehen
- Ernst Ferdinand Colditz (1812–1889), evangelisch-lutherischer Pfarrer in Rathendorf
- Sigfried Möckel (1923–1987), Politiker der LDPD, von 1961 bis 1974 Bürgermeister in Eisenach, zuvor von 1952 bis 1953 Angestellter beim Rat des Kreises Geithain
- Dietmar Laue (* 1940), Arzt sowie Politiker (CDU) und ehemaliges Mitglied des Sächsischen Landtages, war von 1975 bis 1990 Ortsvorsteher der CDU in Geithain